# ویلبر اسکویل
ویلبر لینکلن اسکویل (۲۲ ژانویه ۱۸۶۵–۱۰ مارس ۱۹۴۲) یک داروساز آمریکایی که برای ساخت «تست ارگانولپتیک اسکویل»، که در حال حاضر به عنوان مقیاس اسکوویل استاندارد شناخته می‌شود.
اودر سال ۱۹۱۲ آزمون و مقیاس را در حالی که در شرکت داروسازی بانوان دیویس برای اندازه‌گیری میزان تندی از فلفل‌های مختلف فلفل قرمز کار می‌کرد، ابداع کرد.

## زندگی‌نامه
اسکویل در بریجپورت، کانکتیکات متولد شد. در ۱ سپتامبر ۱۸۹۱ در ولستون (کوئینسی، ماساچوست) با «کورا بی. اپهام» ازدواج کرد. آن‌ها دارای دو فرزند به نام‌های امی آگوستا (متولد ۲۱ اوت ۱۸۹۲) و روت اپهام (متولد ۲۱ اکتبر ۱۸۹۷) بودند. َ
اسکویل کتابی را به نام هنر ترکیب نوشت. این کتاب برای اولین بار در سال ۱۸۹۵ منتشر شد. این کتاب به عنوان یک مرجع دارویی تا ۱۹۶۰ استفاده شده‌است. اسکویل همچنین در مورد عصاره و عطر، که شامل صدها فرمولاسیون می‌شود نیز یادداشت‌هایی داشت. او همچنین استاد دانشگاه دارو سازی و علوم و بهداشت ماساچوست بود. در سال ۱۹۱۲ آزمون و مقیاس را در حالی که در شرکت داروسازی بانوان دیویس برای اندازه‌گیری بوی تندی از فلفل‌های مختلف فلفل قرمز کار می‌کرد، ابداع کرد. این مقیاس در حال حاضر به عنوان مقیاس اسکوویل استاندارد شده‌است.

## جوایز
در سال ۱۹۲۲، اسکویل جایزه ایبرت از انجمن داروسازی آمریکا به دست آورد و در سال ۱۹۲۹ او موفق به دریافت مدال افتخار رمینگتون شد. اسکویل همچنین دکترای افتخاری علوم را از دانشگاه کلمبیا در سال ۱۹۲۹ دریافت کرده‌است.
در سال ۲۰۱۶ گوگل ۱۵۱مین سالگرد تولد ویلبر اسکویل را با تغییر گوگل دودل گرامی داشت.